# Storbörtingtjärnen (Sorsele socken, Lappland)
Storbörtingtjärnen är en sjö i Sorsele kommun i Lappland och ingår i Umeälvens huvudavrinningsområde. Sjön har en area på 0,0794 kvadratkilometer och ligger 527,5 meter över havet. Storbörtingtjärnen ligger i Vindelfjällen Natura 2000-område.

## Delavrinningsområde
Storbörtingtjärnen ingår i det delavrinningsområde (728675-152862) som SMHI kallar för Mynnar i Juktån. Medelhöjden är 548 meter över havet och ytan är 16,35 kvadratkilometer. Räknas de 5 avrinningsområdena uppströms in blir den ackumulerade arean 109,7 kvadratkilometer. Tjåterbäcken som avvattnar avrinningsområdet har biflödesordning 3, vilket innebär att vattnet flödar genom totalt 3 vattendrag innan det når havet efter 334 kilometer. Avrinningsområdet består mestadels av skog (96 procent). Avrinningsområdet har 0,71 kvadratkilometer vattenytor vilket ger det en sjöprocent på 4,4 procent.